# 1e Legerkorps (België)
De "1ste Legerafdeling van het Veldleger" was een gemengde grote Belgische militaire-eenheid tijdens de Eerste Wereldoorlog.

## Geschiedenis van de 1ste Legerafdeling

### Historiek
- 1914 : Bij het uitbreken van de Eerste Wereldoorlog krijgt de 1ste legerafdeling van het veldleger het 3de Cavalerieregiment Lansiers toegewezen om verkenningsopdrachten uit te voeren voor het 1 leger.
- 1915 : Dit jaar worden de onpraktische en donkerblauwe militaire uniformen worden vervangen door een kaki uniform en krijgen met de stalen Adrienhelm. In januari wordt de Sectie Veldtelegrafie omgevormd naar het Peloton Veldtelegrafie.
- 1917 : In januari wordt het Peloton Veldtelegrafie omgevormd naar de Compagnie Veldtelegrafie.
- 1918 : Begin dit jaar werd de militaire luchtvaart verder uitgebouwd met een jachtgroep. De 1ste legerafdeling krijgt een verkenningsmaldeel ter beschikking.

## Organisatiestructuur van de 1ste Legerafdeling

### Structuur van de 1ste Legerafdeling
De 1ste Legerafdeling was georganiseerd op divisieniveau en telde ongeveer 15.000 tot 24.000 manschappen, de legerafdeling bestond uit drie of vier Gemengde Brigades, een cavalerieregiment, een artillerieregiment, een geniebataljon, een veldtelegrafie-eenheid, een vervoerkorps en een depot-eenheid.

### Organisatie van de 1ste Legerafdeling
De 1ste Legerafdeling bestond als volgt:
- 1ste Legerafdeling met :
  - DRIE - VIER "Gemengde (infanterie)Brigades" ;
  - het 3de Cavalerieregiment Lansiers (1914) ;
  - een Artillerieregiment ;
  - een Geniebataljon ;
  - een Depot-eenheid ;
  - een Vervoerkorps ;
  - (een "Verkenningsmaldeel (1918) van de Militaire Luchtvaart" ;)
  - en een Compagnie Veldtelegrafie (1917) van de 1ste Legerafdeling met : 
    - Peloton(s) Telegrafisten (1915) - 1e Leger ;
      - en een Sectie Telegrafisten - 1e Leger